# Peter Kreis
Peter Kreis (ur. 19 stycznia 1900 w Knoxville, zm. 25 maja 1934 w Indianapolis) – amerykański kierowca wyścigowy.

## Kariera
W swojej karierze Kreis startował głównie w Stanach Zjednoczonych w mistrzostwach AAA Championship Car oraz towarzyszącym mistrzostwom słynnym wyścigu Indianapolis 500, będącym w latach 1923-1930 jednym z wyścigów Grandes Épreuves. W pierwszym sezonie startów, w 1925 roku w wyścigu Indianapolis 500 uplasował się na ósmej pozycji. W mistrzostwach AAA z dorobkiem 122 punktów został sklasyfikowany na czternastej pozycji w klasyfikacji generalnej. Rok lat później dwukrotnie stawał na podium. Uzbierane 590 punktu dało mu dziewiąte miejsce w klasyfikacji mistrzostw. W późniejszych latach nie dojeżdżał do mety Indianapolis 500.

## Śmierć
Kreis zginął w wypadku podczas treningu przed wyścigiem Indianapolis 500 w 1934 roku. Gdy wchodził w zakręt, samochód przed nim wpadł w poślizg. Chcąc go wyminąć Amerykanin wypadł z toru i uderzył w drzewo. Kreis wraz ze swoim mechanikiem zmarli zanim przybyli lekarze.